# Мацони

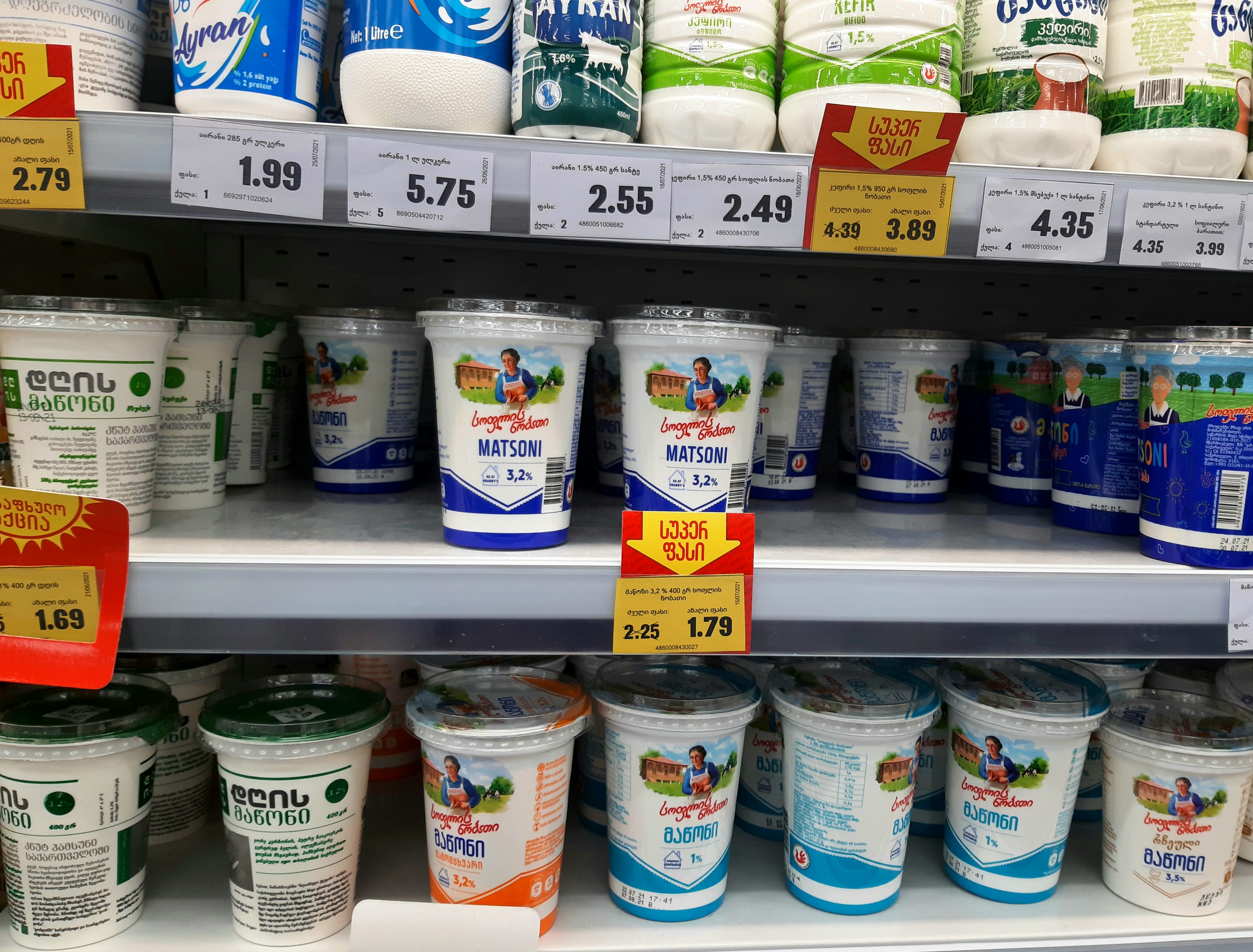
Грузинский мацони в упаковках в магазине

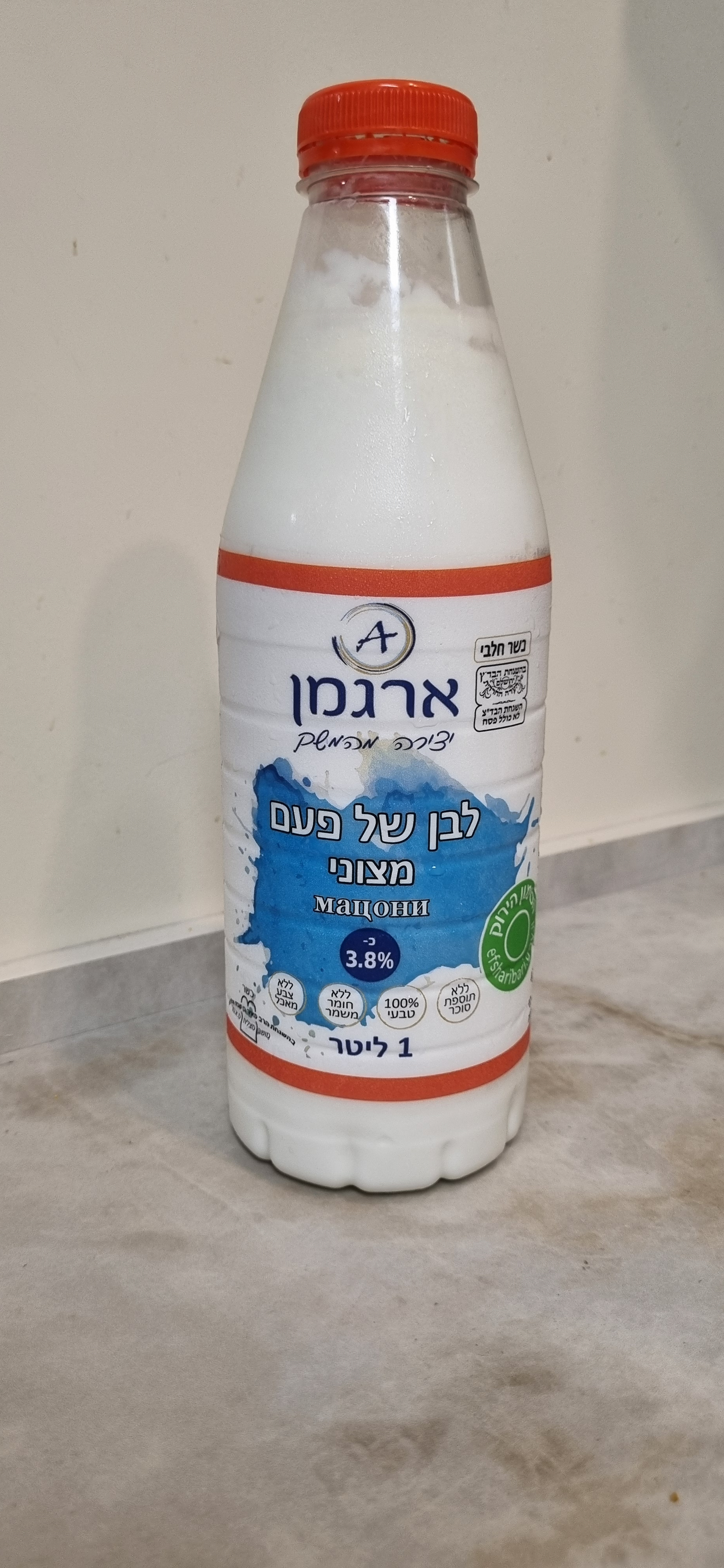
Мацони производимый в Израиле

Мацо́ни (груз. მაწონი), или мацу́н (арм. մածուն) — кисломолочный продукт армянского происхождения из ферментированного молока, традиционный элемент армянской и грузинской национальных кухонь. Широко распространён на Кавказе и в Малой Азии. Приготавливается из кипячёного молока коров, овец, коз, буйволов или их смеси.

## Этимология
Слово мацун (арм. մածուն), переводящееся с армянского языка как «кислое молоко», произошло от глаголов мацнул (մածնուլ) «киснуть, сворачиваться» и мацуц’анел (մածուցանել) «заквашивать». Предположительно слово восходит к общему индоевропейскому корню и имеет когнаты в родственных языках: перс. māst‎ «йогурт» и санскр. mastu «кислые сливки». В дальнейшем слово из армянского языка попало в ряд других языков.
Название продукта часто встречается у средневековых армянских авторов, в частности у Григора Магистроса (XI век), Ованеса Ерзнкаци (XIII век), Григора Татеваци (XIV век) и др. Григор Магистрос в своем «Определении грамматики» уже даёт правильную этимологию названия:
греки, научившись у армян готовить мацони, называют его тем же именем, не зная этимологии этого слова, то есть не зная, что мацони (macun) сгущен (maceal e), поэтому так и называется

## История
В прошлом, развиваясь и совершенствуясь, человек научился класть в свежее подогретое молоко некоторое количество простокваши и получать мацун. Вероятно, это получилось случайно, при вливании молока в посуду, не очищенную от простокваши. В те далекие времена для хранения мацуна и молока употреблялся желудок забитых животных. Причём от желудка не отделялся сычуг, в результате чего впоследствии человеком была освоена технология приготовления сыра.

## Приготовление
Основная микрофлора этих напитков — болгарская палочка и теплолюбивые молочнокислые стрептококки. Молоко заквашивают при повышенных температурах около 37 °C и сквашивают в устройстве, сохраняющем тепло, примерно 3—4 часа. В армянской кухне мацун готовили при помощи особой закваски. Для этого молоко кипятили, после чего остужали примерно до 40—50 °C и заквашивали, используя обычно остатки от предыдущего мацуна. Затем сосуд ставили на несколько часов в теплое место или укрывали чем-нибудь тёплым. Для полного созревания, так называемой «формовки», и дальнейшего хранения мацун кладут в прохладное, +2…+8 °C, место. В результате мацун приобретает более выраженный кисловатый вкус и желеобразную консистенцию.

### Бактериальный состав
- Streptococcus salivarius ssp. thermophilus
- Lactobacillus delbrueckii subsp. bulgaricus
- Lactobcillus delbrueckii

## Употребление

### В армянской кухне
На втором месте в системе питания армян после зерновых стоят продукты скотоводства, особенно молочные. Скотоводство в Армении стало источником разнообразных молочных изделий — в основном кувшинных и бурдючных рассольных сыров, а также кисломолочных продуктов, являющихся производными мацуна или же его сочетаниями в разных пропорциях со сладкомолочными продуктами. Мацун в Армении готовят преимущественно из овечьего молока. Из сыворотки мацуна или из пахты делают творог жажик, а также сухую пахту чортан для длительного хранения. Ввиду постоянного употребления в пищу мацуна его часто заготавливали впрок. В свежем виде, в кувшинах из глины, он хранился около недели. При длительном хранении его выцеживали в мешках из плотной ткани, получая так называемый камац мацун, после чего перекладывали его в кожаный мешок, в котором в зависимости от степени подсаливания он хранился месяц и более. Все эти молочные продукты относятся к постоянным, непременным и почитаемым в народе продуктам питания наряду с хлебом. 
Мацун в Армении также применяют для приготовления топленого масла и в качестве важного составляющего для приготовления теста. Масло — караг, получаемое при его помощи, сбивали одним из двух древних способов. В одном случае пара женщин раскачивала деревянную или глиняную маслобойку, пока масса не загустеет. В другом — женщина, находясь на полу, перекатывала глиняный сосуд. Оставшуюся после сбивания масла сыворотку — тан — пили как прохладительный напиток либо использовали как основу для супов танов и апур. Кислое молоко также выступает компонентом для приготовления куриного супа тархана, крупяно-кисломолочных супов спас и сарнапур, а также своего рода заправкой для разного рода крупяно-овощных супов. Мацун с толчёным чесноком подается также в качестве приправы к толме из виноградных листьев и кабачков.
Мацун — непременный атрибут стола при праздновании Бун Барекендана — армянской масленицы. Подаётся в воскресную ночь после масленицы на ужин вместе с катнов (молочная рисовая каша).

### В грузинской кухне

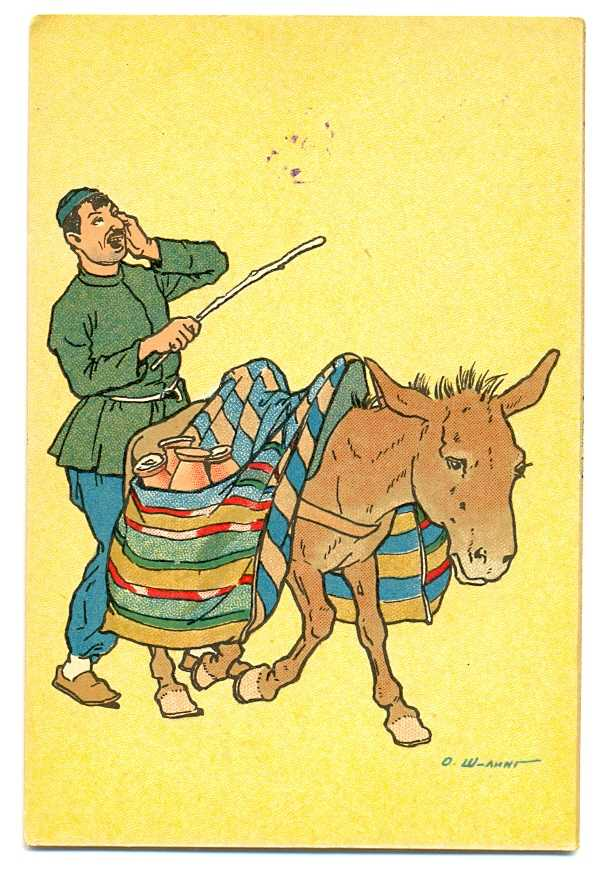
Оскар Шмерлинг. Продавец мацони, 1928

Используется как компонент теста для хачапури, а также для приготовления приправ. Применяется в качестве кислой среды для приготовления различного рода грузинских супов, таких как шечаманды с мацони и борани. Также мацони при употреблении с единственной подлинно жгучей пряностью в грузинской кухне — красным перцем — призвано ослабить действие последнего.

## Мацун в культуре
В армянском фольклоре можно встретить описание процесса и орудий труда, а также конечного продукта. Исключением не стал и мацун, приготовлению которого посвящена армянская народная песня:

Аист прилетел издалека — вот как!

Мы в ведро надоим молока — вот как!

Молоко заквасим и поставим — вот как!

Сделаем мацун, мацун оставим — вот как!

После будем бить мацун сбивалкой — вот как!

Будто нам его совсем не жалко — вот как!

Мы побьём, побьём его получше — вот как!

Из мацуна масло мы получим — вот как!

Гоп-леле!

Гоп-леле!